# Inger Clausen
Inger Birgitte Clausen, född Aarbu 1762, död 21 juli 1843, var en dansk skådespelerska. 
Debuterade 16 år gammal den 3 mars 1778 på kungliga teatern i Köpenhamn som Lisette i
"Kärleks-brefven". Hennes rollfack var redan från början av hennes femtioåriga karriär "affekterade, rangstolta damer, gamla asketer och förnäma sqvallersystrar". Hon beröms för sin komiska intensitet och kvickhet, och hade länge ett välkänt namn i Danmark. Hon uppträdde sista gången den 10 maj 1828 som Therese i "Den unga hetlefrade frun". 